# Соинское сельское поселение
Соинское сельское поселение — упразднённое муниципальное образование в составе Хиславичского района Смоленской области России.
Административный центр — деревня Соино.

## Географические данные
- Общая площадь: 50,21 км²
- Расположение: юго-западная часть Хиславичского района
- Граничит:
  - на северо-востоке — с  Микшинским сельским поселением
  - на востоке — с Шумячским районом
  - на юге и западе — с  Городищенским сельским поселением
- По территории поселения проходит автодорога Хиславичи – Соино.
- Крупная река: Немка.

## История
До 25 мая 1919 года территория поселения входила в состав Перянской волости Мстиславского уезда Могилёвской губернии, затем земли находились в составе Гомельской губернии, с 30 июня 1919 года поселение уже в составе Смоленской губернии. Соинский сельский совет был образован в 1930 году.
Соинское сельское поселение образовано Законом от 20 декабря 2004 года. Упразднено Законом Смоленской области от 20 декабря 2018 года с включением всех входивших в его состав населённых пунктов к 1 января 2019 года в Городищенское сельское поселение

## Население
| 2011 | 2012 | 2013 | 2014 | 2015 | 2016 | 2017 |
| ---- | ---- | ---- | ---- | ---- | ---- | ---- |
| 262  | ↘251 | ↘247 | ↘232 | ↘219 | ↘215 | ↘203 |
| 2018 | 2019 |      |      |      |      |      |
| ↘200 | ↘195 |      |      |      |      |      |

## Населённые пункты
На территории поселения находилось 7 населённых пунктов:
- Деревня Соино — административный центр
- Жигалки, деревня
- Новая Буда, деревня
- Новый Стан, деревня
- Скверета, деревня
- Старый Стан, деревня
- Шершневка, деревня

## Экономика
Сельхозпредприятие «Соино», лесничество.